# 武吉蒂卡普魯國家公園
武吉蒂卡普魯國家公園（簡稱Bukit Tiga Puluh或Bukit Tigapulah）是位於印尼蘇門答臘島東部的國家公園，橫跨廖內省和占碑省，面積為143,223公頃，主要由熱帶低地森林組成。國家公園成立於1995年，是瀕危物種如蘇門答臘猩猩、蘇門答臘虎、蘇門答臘象、馬來貘和諸多瀕危鳥類的最後棲息地之一。國家公園為泰索尼洛生物多樣性熱點的一部分，園內有奧蘭林巴和塔朗馬馬克族等原住民部落定居。
國家公園本身持續受到非法伐木和油棕種植（用於提煉棕櫚油）的危害，有三分之二區域的林木已被砍伐。

## 動植物群
國家公園的生態系統涵蓋低地和高地森林，植物種類包括馬來樹膠（杜仲膠）、娑羅、黑板樹、南洋桐、大甘巴豆木、赫氏大王花、麒麟竭和多種藤本植物。
根據1994年的調查，有59種哺乳動物分布於國家公園內，其中包含6種靈長類和18種蝙蝠（翼手目），如蘇門答臘猩猩、蘇門達臘虎、蘇門答臘象、馬來貘、馬來熊、合趾猿、食蟹獼猴、黑脊葉猴、懒猴、雲豹、石虎、纹猫、馬來靈貓、赤麂、蘇門答臘鬣羚和爪哇鼷鹿等。此外還有198種鳥類和多種蝴蝶棲息於此。
鳥類則包括大眼斑雉、小绿鸠、白腰鵲鴝、白腹黑啄木鳥、大冠鷲、九官鳥、盔犀鳥、皺盔犀鳥、白翅棲鴨、黃臉鸛、榴紅八色鶇和灰頭樹鶥等。
同時，國家公園對英德拉吉里河流域關丹河段的水文方面也發揮重要的保護作用。

## 保護和威脅
1982年，「國家保護區計畫」中強調武吉蒂卡普魯生態系統的重要，並將武吉貝薩野生動物保護區（約200,000公頃）和塞貝里達自然保護區（約120,000公頃）列為一級優先保護區。1992年，印尼政府與挪威政府合作進行研究，紀錄武吉蒂卡普魯生態系統的生物價值。研究結果建議將面積約25萬公頃的武吉蒂卡普魯生態系統升格為國家公園。1995年，武吉蒂卡普魯根據部長令正式確立為127,698公頃的國家公園。2002年，國家公園面積擴大至144,223公頃。
國家公園不斷受到非法砍伐和油棕種植（用於提煉棕櫚油）的威脅，園內三分之二的區域已被砍伐，周邊的緩衝地帶和野生動物生態廊道也在縮減。2009年5月，印尼政府決定砍伐國家公園外約30,000公頃未受保護的森林。

## 外部連結
- 武吉蒂卡普魯相關影片 （页面存档备份，存于）（Google Earth）